# 賀德威克
賀德威克（英語：Herdwick）是一種產於英格蘭西北部湖區的綿羊，其中95%分佈於福內斯山區。
種名在古諾爾斯語的意思是「綿羊草場」的意思。此種出生的時候呈黑色，隨成長逐漸退去。此種雖然產羔率低、毛質亦不及商業用品種，但也有體格強健、地域性強、對粗陋飼料有高耐受性的優點。
此種在2001年遭受口蹄病的嚴重威脅，幸因其具地方特色受到保育因而倖存。著名兒童文學作家碧雅翠絲·波特也是此種的繁殖專家，其繁殖的羊甚至在坎布里亞郡比賽中多次獲獎。她在1943年逝世時把4,000英畝（16平方公里）的農場捐給國家名勝古蹟信託，並指定繼續繁殖這些綿羊。

## 外部連結
- The Herdwick Sheep Breeders' Association website （页面存档备份，存于）
- The Sheep Trust （页面存档备份，存于）—a national charity supporting the Herdwicks and other heritage sheep breeds
- Supporting Hill Farming The National Trust (archived from November 2011)